# Dur métier
Dur métier (Stork Naked) est un cartoon, réalisé par Friz Freleng et sorti en 1955, qui met en scène Daffy Duck contre la cigogne.